# مشروع الأرشيف المتري لعظم الحيوانات
ABMAPالمعروف أيضًا باسم مشروع الأرشيف المتري لعظم الحيوانات، يتألف من مجموعة من البيانات المترية عن الحيوانات الداجنة الرئيسية المسجلة في جامعة ساوثهامبتون مع بيانات من بعض المصادر الأخرى، وبالأخص متحف علم الآثار في لندن (MoLAS). وفي حين أن البيانات هي في المقام الأول من إنجلترا، إلا أنها تنطبق على مناطق جغرافية أوسع. ونتيجة تخزينها في تنسيق أرشيفي محايد، فهي متاحة بحرية للتعليم والتعلم والبحث.

## تاريخ المشروع
في فترة التسعينيات من القرن العشرين، قامت هيئة التراث الإنجليزي بتمويل مشروع بجامعة ساوثهامبتون لجمع ودمج بيانات مترية سجلت على مدى السنوات العشرين الماضية. وكان الهدف الرئيسي هو تجميع البيانات وضمان تخزينها في تنسيق يحافظ عليها ويجعلها متاحة.

## قاعدة البيانات
يهدف المشروع إلى جمع قياسات للأنواع الداجنة الرئيسية التي وجدت في مواقع أثرية بإنجلترا. شملت قاعدة البيانات حوالي 25000 عظمة، معظمها من الأبقار والخراف وكذلك من الخنازير والخيول والكلاب والماعز والدجاج والأوز. وتم تنظيم مجموعة البيانات حسب النوع والعنصر التشريحي والفترة التاريخية والموقع الأثري.

## وصلات خارجية
- ABMAP نسخة محفوظة 10 يونيو 2006 على موقع واي باك مشين.